# Jaterní žíla
Jaterní žíla, latinsky vena hepatica, je žíla odvádějící neokysličenou krev z jater. U člověka jsou tři, v. hepatica dextra, v. hepatica media a v. hepatica sinistra. Jaterní žíly vznikají v játrech postupným spojováním centrálních žil z jaterních lalůčků. Průběh jaterních žil je podstatou dělení jater na sektory a segmenty v chirurgické anatomii. Tři jaterní žíly dělí játra na čtyři sektory s odděleným odvodem žilní krve, přičemž každý sektor je zásobený i oddělenou větví vrátnicové žíly. Průběh střední jaterní rozděluje jaterní tkáň na pravý a levý lalok a průběh pravé a levé jaterní žíly dělí každý lalok na dva další sektory. Ty se dále podle toho, jaká větev které jaterní žíly z nich vytéká, dělí na segmenty.
Větve jaterních žil a vrátnicové žíly se uvnitř jater proplétají jako prsty. Pravá jaterní žíla odvádí krev z pravého jaterního laloku, ze sektorů V, VI a VII, střední jaterní žíla odvádí krev ze segmentů IV, V a VIII a levá jaterní žíla vychází z levého laloku a jeho segmentů II, III a IV. Zvláštní žilní odtok má ocasatý lalok, z něhož krev odtéká přímo od dolní duté žíly.
Všechny tři jaterní žíly ústí do dolní duté žíly v blízkosti jejího vstupu do pravé síně srdce.

## Obrázky

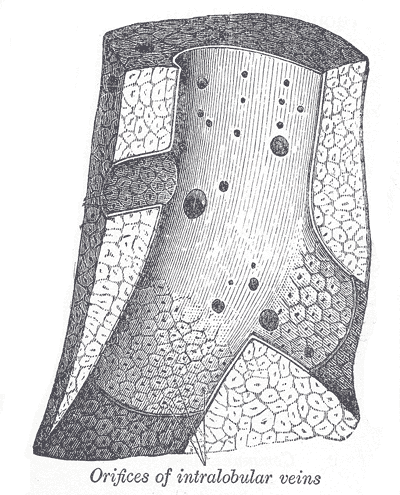
Podélný průřez jaterní žílou se vstupujícími centrálními žilami lalůčků
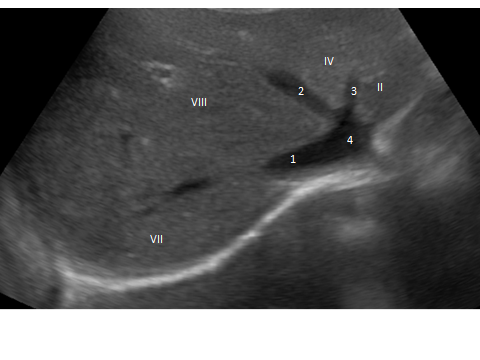
Anechogenní ("černé") jaterní žíly na ultrazvuku jater a popis jednotlivých segmentů: segmenty II, IV, VIII, VI dle Couinauda; 1: pravá jaterní žíla; 2: střední jaterní žíla; 3: levá jaterní žíla; 4: dolní dutá žíla